# 利华银行
利华银行（Asiatic Banking Corporation），是晚清在上海租界开设的一家英资银行。总行在总行在伦敦。收售汇票，发行信用证等银行业务，以“上海利彰银行”名义发行银两票，是中国第一批使用“银行”名义的现代金融机构之一。

## 历史
1864年8月6日在上海开设分行。资本为50万英镑。因1866年欧洲棉业与金融危机，于1866年11月30日倒闭。